# Холланд, Томас, 1-й герцог Суррей
Томас Холланд (англ. Thomas Holland; ок. 1374 — 7/8 января 1400) — 3-й граф Кент, 3-й барон Холланд, 6-й барон Вудсток и 7-й барон Уэйк из Лидделла (с 1397), 1-й герцог Суррей (1398—1399), граф Маршал Англии (1398—1399), наместник Ирландии (1397—1399), кавалер ордена Подвязки (с 1397). Старший сын Томаса Холланда, 2-го графа Кента, и Элис Фицалан, дочери 10-го графа Арундела.
Томас был племянником короля Ричарда II (сыном его единоутробного брата), благодаря чему входил в его близкое окружение. В 1397 году принимал участие в расправе короля над лордами-апеллянтами, после чего получил часть конфискованных у них владений и титул герцога Суррея. После свержения Ричарда II в 1399 году был лишён герцогского титула и приобретённых владений, а после провала попытки организации восстания для освобождения Ричарда II был казнён.

## Биография
Томас родился около 1374 года. Он происходил из знатного рода Холландов и был племянником английского короля Ричарда II.
После смерти отца Томас унаследовал его владения и титулы, включая титул графа Кента, а также сменил отца среди кавалеров ордена Подвязки.
В 1397 году король Ричард II решил расправиться с тремя бывшими лордами-апеллянтами — своим дядей Томасом Вудстоком, герцогом Глостером, Ричардом Фицаланом, 11-м графом Арунделом и Томасом Бошаном, 12-м графом Уориком. В итоге король сначала заманил к себе на приём графа Уорика, приказав его там схватить, затем был схвачен граф Арундел (брат матери Томаса Холланда). Затем пришла очередь герцога Глостера. Для его ареста Ричард собрал внушительную свиту, в которую вошли в том числе его единоутробный брат Джон Холланд, граф Хантингдон, и племянник Томас Холланд, граф Кент, после чего ночью прибыл в замок Плеши в Эссексе, где находился герцог, схватив его. Трое пленников были отправлены в заключение в разные замки.
Для суда над пленниками 17 сентября 1397 года в Вестминстере собрался парламент. Он стал своеобразным зеркальным отображением «Безжалостного парламента», на котором в своё время лорды-апеллянты в 1388 году осудили фаворитов Ричарда II. Но теперь обвиняемыми были бывшие обвинители: Глостер, Арундел и Уорик. Порядок судебного разбирательства был тем же, что и 9 лет назад. В качестве апеллянтов выступили 8 лордов, в числе которых были единоутробный брат короля (граф Хантингдон), племянник (граф Кент), а также двоюродные братья короля — граф Ратленд и граф Сомерсет. В итоге граф Арундел был осуждён на смерть, граф Уорик отделался изгнанием, а герцог Глостер, как выяснилось, был убит в заключении (вероятно по приказу короля). Приговор Арунделу был приведён в исполнении тотчас же, причём при этом присутствовал и граф Кент.
Все владения осуждённых были конфискованы и розданы приближённым короля, которым, кроме того, король даровал ещё и герцогские титулы. Томас в итоге 29 сентября 1397 года получил титул герцога Суррея. Из владений лордов-апеллянтов ему достался Уорикский замок.
Когда после перерыва в январе 1398 года парламент снова собрался в Шрусбери, то 31 января Генри Болингброк, герцог Херефорд, обвинил Томаса Моубрея, герцога Норфолка, в том, что тот замышляет против короны, опасаясь расправы за участие в мятеже лордов-апеллянтов. Неизвестно, насколько были обоснованы обвинения, но король назначил специальную комиссию из 18 человек для расследования заговора. Поскольку Томас Моубрей был ещё и графом-маршалом Англии, для выполнения его обязанностей графа-маршалом был назначен Томас Холланд.
29 апреля комиссия собралась в Виндзорском замке, где перед ней предстали герцоги Норфолк и Херефорд. Норфолк отказался признать, что он замышлял против короля — по его словам это было, но давно, и он получил на это королевское прощение. Но Болингброк настаивал на своём, обвинив Норфолка в том, что тот давал королю дурные советы и повинен во многих бедах королевства, в том числе и в убийстве герцога Глостера. И предложил подтвердить свою правоту судебным поединком.
Поединок был назначен на 17 сентября в Ковентри. На него съехались пэры, рыцари и дамы из разных уголков Англии. Обязанности маршала выполнял Томас Холланд, герцог Суррей. Публика встретила Моубрея и Болингброка приветственными криками, причём Болингброка приветствовала более громко. Но тут неожиданно вмешался Ричард. Он не любил своего двоюродного брата и опасался, что вероятная победа герцога Херефорда сделает его самым популярным человеком в стране. И он остановил поединок, бросив свой жезл. Было объявлено, что ни один из герцогов не получит Божественного благословения, и оба изгонялись из Англии: Болингброк на 10 лет (позже оно было заменено на пожизненное), а Моубрей — пожизненно. Герцог Суррей же был утверждён графом-маршалом Англии. Кроме того, Томас получил некоторые владения, конфискованные у Моубрея.
В это время снова осложнилась ситуация в Ирландии. 20 июля 1398 года был убит королевский наместник в Ирландии Роджер Мортимер, 4-й граф Марч. На его место был назначен герцог Суррей. А после того как в 1399 году восстали двое ирландских королей, Ричард II решил сам отправится с походом в Ирландию. Однако успеха король не добился. Кроме того, за время отсутствия короля в Англию вторгся изгнанный Генри Болингброк, к которому начали стекаться лорды и люди.
Узнав о случившемся, король в сопровождении остатков армии и своих приближённых отплыл в Англию 27 июля 1399 года. Среди сопровождавших его был и герцог Суррей. Однако королевской армии не удалось собрать подкрепление, а добравшись в августе до замка Конуэй король узнал, что Честер, в который он направлялся, уже 11 августа был захвачен Болингброком.
К тому моменту ряд сторонников Ричарда II перешли на сторону Болингброка, а армия разбегалась. Ричард ещё мог отступить — у него оставались корабли, на которых он мог или вернутся в Ирландию, или бежать во Францию. Однако король так и остался в замке, не доверяя никому. Когда же у ворот появились посланники Болингброка, то он приказал открыть ворота.
Требования, которые были переданы королю, были не очень серьёзными. Согласно им, Болингброк должен был получить всё наследство своего отца Джона Гонта, конфискованное Ричардом после смерти того, и быть восстановлен в правах. Его права на должность стюарда Англии должны быть рассмотрены парламентом без вмешательства короля. Пятеро советников короля должны будут предстать перед судом. Ричард согласился на все требования и выехал из замка в сопровождении небольшой свиты, в составе которой находился и Томас, на встречу с двоюродным братом. Однако по пути король попал в засаду, после чего был переправлен в замок Флинт, где он стал пленником Болингброка. Позже Болингброк принудил его отречься от короны, а сам 30 сентября был провозглашён королём Англии под именем Генрих IV. Ричарда же отправили в заключение в замок Понтефракт, где он позже и умер.
Томас также попал в плен и какое-то время провёл в заключении в Честере. Вероятно, это произошло из-за того, что герцогу Суррею достались некоторые владения Джона Гонта, конфискованные королём после смерти герцога. После того, как владения были возвращены Болингброку, Томаса выпустили.
Но 20 октября герцог Суррей в числе других советников свергнутого короля был арестован по приказу Генриха IV. Сначала он был заключён в Тауэре, затем переведён в Уоллингфорд. А 29 октября он предстал перед парламентом вместе с другими советниками, чтобы ответить на обвинения. Томас в своё оправдание сослался на свой молодой возраст, а также на то, что не мог противиться воле короля. В итоге 6 ноября его лишили герцогского титула и всех пожалований Ричарда II, но выпустили на свободу.
В январе 1400 года Томас вместе с другими бывшими соратниками (графом Ратлендом, Томасом Диспенсером, бароном Ламли) свергнутого короля составили заговор с целью убийства Генриха IV и возвращения на престол Ричарда II. Но 6 января заговор был раскрыт, его выдал граф Ратленд. Томас и другие его соратники смогли бежать, 7 января они были пойманы в Сайренсестере. Томас был казнён в ночь с 7 на 8 января. Его голова была выставлена на Лондонском мосту.
Детей Томас не оставил, поэтому его титулы унаследовал брат Эдмунд. Вдова Томаса, Джоан Стаффорд, была схвачена в Ливерпуле, когда пыталась бежать с драгоценностями, и была доставлена в Лондон, но позже была отпущена по приказу короля.
Томас под именем герцог Суррей является одним из персонажей исторической хроники Уильяма Шекспира «Ричард II». Кроме того, в пьесе отдельным персонажем выведен граф-маршал Англии — хотя эту должность в 1399 году занимал именно Томас.

## Семья
Жена: после 20 октября 1392 Джоан Стаффорд (1371 — 30 сентября/1 октября 1442), дочь Хью Стаффорда, 2-го графа Стаффорда, и Филиппы де Бошан. Детей не было.